# 필립 맥케온

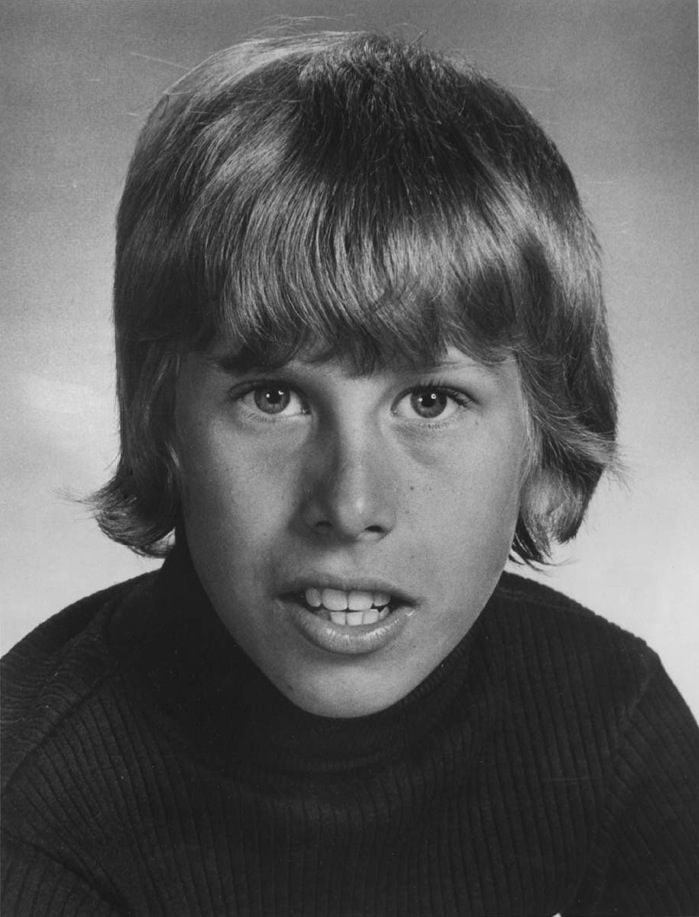

필립 매키언(Philip McKeon, 1964년 11월 11일 ~ 2019년 12월 10일)은 미국의 배우, 텔레비전 배우이다.

## 영화
- 더 재킷 (2005년)
- 굴리스 4 (1994년)
- 토마토 공장에서 생긴 일 (1994, Teresa's Tattoo)
- 샌드맨 (1993년)
- 레드 서프 (1990년)
- 공포의 크리픈 고교 (1987년)